# كرايغ ريد (لاعب كرة قدم)
كرايغ ريد (بالإنجليزية: Craig Reid)‏ (17 ديسمبر 1985 بكوفنتري في المملكة المتحدة - ) هو لاعب كرة قدم بريطاني في مركز الهجوم. لعب مع ستيفيناغ بوروه وكوفنتري سيتي ونادي ساوثيند يونايتد ونيوبورت كونتي ونادي كيدرمينستر هاريرز لكرة القدم ونادي تاموورث ونادي ألدرشوت تاون ونادي تشيلتنهام تاون لكرة القدم وبرينتوود تاون وغرايز أتلاتيك ‏.

## وصلات خارجية
- كرايغ ريد على موقع قاعدة بيانات كرة القدم.إي يو (الإنجليزية)
- كرايغ ريد على موقع Soccerbase.com (لاعب) (الإنجليزية)
- كرايغ ريد على موقع Soccerway.com (الإنجليزية)